# Библиотека Универзитетско клиничког центра Републике Српске
Библиотека Универзитетског клиничког центра Републике Српске представља стручну медицинска библиотеку затвореног типа, која припада категорији специјалних библиотека. Организационо припада Служби за правне и опште послове клиничког центра. Библиотека се налази у улици Дванаест беба бб.

## Историјат
Подаци о почетку рада ове библиотеке се не могу са сигурношћу утврдити, али се према најстаријој књизи инвентара може закључити да је као стручна медицинска библиотека заживјела 1961. године у Општој болници у Бањалуци. Међутим, на основу печата, са видљиво исписаним текстом (Стадт-Спитал Бањалука, Градска Болница Бањалука, Градска Болница Бањалука) на сачуваним примјерцима књига с краја 19. и почетка 20. вијека, за претопставити је да су и у доба Аустроугарске у тадашњој Општинској болници, која је почела са радом 1879. године, постојале мање приручне библиотеке у болничким одјељењима, као и особље које је о њима бринуло.

## Библиотека данас
Данас су просторије централне медицинске библиотеке смјештене на доњој локацији УКЦ РС (Здраве Корде 1) гдје су још увијек смјештене хируршке клинике и амбуланте, у неадекватном простору без читаонице, укупне површине 81м2 (магацински простор 36 м2 и радни простор 45м2).
Идејним пројектом реконструкције и изградње УКЦ РС, која би требало да се заврши до краја 2018. године, предвиђен је и адекватан простор за Централну медицинску библиотеку корисне површине 148 м2 у Централном медицинском блоку на Паприковцу. Функционално њу ће чинити двије просторије и читаоница са интернет прикључком. Једним дијелом она ће бити интегрисани дио пословодства УКЦ РС а другим дијелом у функцији додатка студентској настави. За очекивати је да ће и просторно и кадровски бити прави информативно-документациони центар који ће обављати библиотечко- информациону дјелатност.

### Књижни фонд
С обзиром на основну дјелатност матичне установе, њен књижни фонд претежно чини биомедицинска библиотечка грађа, монографске и серијске публикације на српском и страним језицима (књиге и часописи), референсна збирка (енциклопедије, приручници, рјечници, лексикони), базе података за претраживање стручних медицинских часописа, али и библиотечка грађа из области друштвених наука неопходна за функционисање установе.
У магацинском простору према растућем броју (тренутно једино могућем смјештају) у слободном приступу смјештено је 4059 монографских публикација и 911 примјерака увезане периодике. Посебан допринос овој библиотеци је и „фонд старе и ријетке књиге” (324 књиге), које су смјештене на засебним полицама, а које се такође налазе у магацинском простору као и легат проф. др сц. мед. Андрије Микеша којег чине књиге, магистарске тезе и докторске дисертације (102 примјерка) и збирка дијапозитива (1695) тзв. небиблиотечка грађа која је својевремено кориштена у наставном процесу на Медицинском факултету Универзитета у Бањалуци.
У радном простору смјештена је референсна збирка, рачунарска техника са мултифункционалним штапачем и осталим пратећим инвентаром и дио некњижне грађе у електронској форми (база података медицинских часописа ProQuest Medical Library). Поред наведеног, с обизром да је Библиотека укључена у пројекат израде монографије „Клинички центар Бањалука“, у радном простору је смјештена комплетна архивска и документарна грађа неопходна за израду монографије. Дио радног простора служи и као редакција.
Због бољих услова у 11 приручних библиотека у бољим условима за чување библитечке грађе (клинике, заводи и службе) на локацији Паприковац (Дванаест беба б.б.) и преко Врбаса ( Мачванска 17) смјештена је 471 књига.
Од најстаријих наслова, у библиотеци се може наћи књига на њемачком језику, Lerbuch der Anatomie des Menchen (Приручник из анатомије човјека) штампана у Бечу 1865. године. Најстарија књига на српском језику је Клиничка рендгенологија, штампана у Краљевској земаљској тискари у Загребу 1923. године. Најстарију увезану инострану периодику представља ЈАМА : Journal of the American Medical Association, (часопис Америчког љекарског друштва на енглеском језику) из 1927. године. Најстарија увезана периодика на српском језику је Социјално медицински преглед: извјештаји и саопштења о раду санитетских установа Краљевине Југославије 1930/1935. године, штампан у Штампарији Централног хигијенског завода у Београду.
Намјенска (годишња) средства за набавку библиотечке грађе званично не постоје али се она ипак набавља кроз властита средства и донације. Годишњи прилив грађе (сви формати) је око 100 књига.
Такође, значајна информација која се тиче саме институције, па тако и ове библиотеке јесте та да је у току израда монографије оа клиничком центру Бањалука, која ће несуmњиво, бити најзначјније написано дјело до сада у историји ове установе. У овој монографији би требало да се нађу сви до сада прнађени подаци о настанку и развоју клинчког центра, као и подаци о значајним личностима кроз историју који су дали свој допринос.

## Корисници библиотеке
Право коришћења библиотечког садржаја имају сви запослени у клиничком центу, а тај број тренутно износи 217 корисника и то: доктори медицине (90), медицинске сестре/техничари и дипломиране медицинске сестре/техничари (66) и немедицински радници свих профила (61). Остали корисници су: ученици Средње медицинске школе, запослени у Дому здравља и Институту за заштиту здравља у Бањалуци.
Библиотека располаже абецедним и топографским каталогом, док је стручни каталог још у фази израде. У Библиотеци је запослено једно лице са високом стручном спремом (филолошки факултет) и положеним стручним испитом из библиотекарства. Обавјештења о новим књигама и препоруке за читање у виду апстракта запосленима су доступни у интерном гласилу УКЦ РС „инфо“.